# Risto Tynni
Risto Tynni, né en 1924, est un botaniste finlandais.

## Publications
- (en) A. Uutela et R. Tynni, Ordovician acritarchs from the Rapla borehole, Estonie, 1991.